# Joppa extremis
Joppa extremis là một loài tò vò trong họ Ichneumonidae.